# Tô
Tô là một tổng của tỉnh Sissili ở phía nam Burkina Faso. Thủ phủ của tổng này là thị xã To. Dân số năm 2006 là 47.666 người.

## Các thị xã và các làng
Bagounsia, Beune, Boun, Diona, Gagoun, Go, Gori, Kadakouna, Kanduyo, Korabou, Kouri, Ly, Metio, Nabon, Namandala, Poin, Sagalo, Sapo, Tabou, Tiano, Tiao, Tiessourou, Tuai, Vara e Vatao.